# Ramazan Köse
Ramazan Köse (* 12. Mai 1988 in Ankara) ist ein türkischer Fußballspieler, der für Kasımpaşa Istanbul spielt.

## Karriere

### Verein
Köse begann mit dem Fußballspielen in der Jugend von Tunç Altındağ. Von hier wechselte er 2003 in die Jugend von Gençlerbirliği Ankara. 2006 erhielt er von seinem Verein einen Profi-Vertrag. Er spielte danach für die zweite Auswahl von Gençlerbirliği. Zur Saison 2008/09 wurde er dann in den Kader des Profi-Teams aufgenommen. Er absolvierte in der ersten Hälfte der Saison lediglich ein Ligaspiel. 
Zur Winterpause wurde er, um Spielpraxis zu sammeln, zum Zweitligisten Giresunspor ausgeliehen. Die Saison 2009/10 verbrachte er ebenfalls als Leihgabe bei Giresunspor. 
Im Sommer 2010 kehrte er zu Gençlerbirliği zurück und kam hinter Serdar Kulbilge und Özkan Karabulut als dritter Torwart zu vier Ligaeinsätzen. Nach dem Weggang von Serdar Kulbilge konnte er sich in der Saison 2011/12 unter dem neuen Trainer Fuat Çapa als Stammtorwart durchsetzen.
Zur Saison 2015/16 wechselte Köse ablösefrei zum neuen Ligarivalen Kasımpaşa Istanbul.

### Nationalmannschaft
Köse wurde 2012 in den Kader der zweiten Auswahl der türkischen Nationalmannschaft nominiert. Mit dieser gewann er die International Challenge Trophy der Jahre 2011–13.

## Erfolge
Mit der Türkischen A2-Nationalmannschaft
- Sieger im International Challenge Trophy: 2011–13